# Träffningen vid Schauden
Träffningen vid Schauden var en träffning under stora nordiska kriget. Träffningen stod mellan svenska och polsk-litauiska trupper den 21 oktober 1701 vid Schauden.

## Träffningen
Träffningen inleddes när en polsk-litauisk trupp kavalleri anföll en svensk fältvakt under befäl av Carl Gustaf Örnestedt. Den svenska fältvakten drev tillbaka anfallet i vilket flertalet ryttare samt den polsk-litauiska befälhavaren dödades. Det gynnsamma utfallet inledde till viss del Örnestedts militära berömmelse och anseende.